# Liste der Bundesstaaten der Vereinigten Staaten nach Fläche
Diese Liste zeigt die Rangfolge der Bundesstaaten der Vereinigten Staaten sowie des District of Columbia nach ihrer Gesamtfläche, Landfläche und Wasserfläche.
| Bundesstaat            | Gesamtfläche  | Landfläche    | Anteil  | Wasserfläche | Anteil  |
| ---------------------- | ------------- | ------------- | ------- | ------------ | ------- |
| Alabama                | 135.765 km²   | 131.426 km²   | 96,80 % | 4.338 km²    | 3,20 %  |
| Alaska                 | 1.717.854 km² | 1.481.347 km² | 86,23 % | 236.507 km²  | 13,77 % |
| Arizona                | 295.254 km²   | 294.312 km²   | 99,68 % | 942 km²      | 0,32 %  |
| Arkansas               | 137.732 km²   | 134.856 km²   | 97,91 % | 2.876 km²    | 2,09 %  |
| Colorado               | 269.601 km²   | 268.627 km²   | 99,64 % | 974 km²      | 0,36 %  |
| Connecticut            | 14.357 km²    | 12.548 km²    | 87,40 % | 1.809 km²    | 12,60 % |
| Delaware               | 6.447 km²     | 5.060 km²     | 78,49 % | 1.387 km²    | 21,51 % |
| District of Columbia 1 | 177 km²       | 159 km²       | 89,83 % | 18 km²       | 10,17 % |
| Florida                | 170.304 km²   | 139.670 km²   | 82,01 % | 30.634 km²   | 17,99 % |
| Georgia                | 153.909 km²   | 149.976 km²   | 97,44 % | 3.933 km²    | 2,56 %  |
| Hawaii                 | 28.311 km²    | 16.635 km²    | 58,75 % | 11.677 km²   | 41,25 % |
| Idaho                  | 216.446 km²   | 214.314 km²   | 99,02 % | 2.131 km²    | 0,98 %  |
| Illinois               | 149.998 km²   | 143.961 km²   | 95,98 % | 6.037 km²    | 4,02 %  |
| Indiana                | 94.321 km²    | 92.897 km²    | 98,49 % | 1.424 km²    | 1,51 %  |
| Iowa                   | 145.743 km²   | 144.701 km²   | 99,29 % | 1.042 km²    | 0,71 %  |
| Kalifornien            | 423.970 km²   | 403.933 km²   | 95,27 % | 20.037 km²   | 4,73 %  |
| Kansas                 | 213.096 km²   | 211.900 km²   | 99,44 % | 1.196 km²    | 0,56 %  |
| Kentucky               | 104.659 km²   | 102.896 km²   | 98,32 % | 1.763 km²    | 1,68 %  |
| Louisiana              | 134.264 km²   | 112.825 km²   | 84,03 % | 21.440 km²   | 15,97 % |
| Maine                  | 91.646 km²    | 79.931 km²    | 87,22 % | 11.715 km²   | 12,78 % |
| Maryland               | 32.133 km²    | 25.314 km²    | 78,78 % | 6.819 km²    | 21,22 % |
| Massachusetts          | 27.336 km²    | 20.306 km²    | 74,28 % | 7.031 km²    | 25,72 % |
| Michigan               | 250.494 km²   | 147.121 km²   | 58,73 % | 103.372 km²  | 41,27 % |
| Minnesota              | 225.171 km²   | 206.189 km²   | 91,57 % | 18.981 km²   | 8,43 %  |
| Mississippi            | 125.434 km²   | 121.488 km²   | 96,85 % | 3.945 km²    | 3,15 %  |
| Missouri               | 180.533 km²   | 178.414 km²   | 98,83 % | 2.120 km²    | 1,17 %  |
| Montana                | 380.838 km²   | 376.979 km²   | 98,99 % | 3.859 km²    | 1,01 %  |
| Nebraska               | 200.345 km²   | 199.099 km²   | 99,38 % | 1.247 km²    | 0,62 %  |
| Nevada                 | 286.351 km²   | 284.448 km²   | 99,34 % | 1.903 km²    | 0,66 %  |
| New Hampshire          | 24.216 km²    | 23.227 km²    | 95,92 % | 989 km²      | 4,08 %  |
| New Jersey             | 22.588 km²    | 19.211 km²    | 85,05 % | 3.377 km²    | 14,95 % |
| New Mexico             | 314.915 km²   | 314.309 km²   | 99,81 % | 606 km²      | 0,19 %  |
| New York               | 141.299 km²   | 122.283 km²   | 86,54 % | 19.016 km²   | 13,46 % |
| North Carolina         | 139.389 km²   | 126.161 km²   | 90,51 % | 13.229 km²   | 9,49 %  |
| North Dakota           | 183.112 km²   | 178.647 km²   | 97,56 % | 4.465 km²    | 2,44 %  |
| Ohio                   | 116.096 km²   | 106.056 km²   | 91,35 % | 10.040 km²   | 8,65 %  |
| Oklahoma               | 181.035 km²   | 177.847 km²   | 98,24 % | 3.189 km²    | 1,76 %  |
| Oregon                 | 254.805 km²   | 248.631 km²   | 97,58 % | 6.174 km²    | 2,42 %  |
| Pennsylvania           | 119.283 km²   | 116.074 km²   | 97,31 % | 3.208 km²    | 2,69 %  |
| Rhode Island           | 4.002 km²     | 2.706 km²     | 67,64 % | 1.295 km²    | 32,36 % |
| South Carolina         | 82.932 km²    | 77.983 km²    | 94,03 % | 4.949 km²    | 5,97 %  |
| South Dakota           | 199.731 km²   | 196.540 km²   | 98,40 % | 3.190 km²    | 1,60 %  |
| Tennessee              | 109.151 km²   | 106.752 km²   | 97,80 % | 2.399 km²    | 2,20 %  |
| Texas                  | 695.621 km²   | 678.051 km²   | 97,47 % | 17.570 km²   | 2,53 %  |
| Utah                   | 219.887 km²   | 212.751 km²   | 96,75 % | 7.136 km²    | 3,25 %  |
| Vermont                | 24.901 km²    | 23.956 km²    | 96,20 % | 945 km²      | 3,80 %  |
| Virginia               | 110.785 km²   | 102.548 km²   | 92,57 % | 8.236 km²    | 7,43 %  |
| Washington             | 184.665 km²   | 172.348 km²   | 93,33 % | 12.317 km²   | 6,67 %  |
| West Virginia          | 62.755 km²    | 62.361 km²    | 99,37 % | 394 km²      | 0,63 %  |
| Wisconsin              | 169.639 km²   | 140.663 km²   | 82,92 % | 28.976 km²   | 17,08 % |
| Wyoming                | 253.336 km²   | 251.489 km²   | 99,27 % | 1.847 km²    | 0,73 %  |
| Summe                  | 9.826.632 km² | 9.161.924 km² | 93,24 % | 664.707 km²  | 6,76 %  |